# Bussy-lès-Daours
Bussy-lès-Daours (picardisch: Buchin-lès-Dour) ist eine nordfranzösische Gemeinde mit 383 Einwohnern (Stand 1. Januar 2022) im Département Somme in der Region Hauts-de-France. Die Gemeinde liegt im Arrondissement Amiens und im Kanton Amiens-3 und ist Teil der Communauté de communes du Val de Somme.

## Geographie
Bussy liegt am rechten Ufer der Hallue an der Einmündung der Hallue rund neun km östlich von Amiens und 7,5 km westlich von Corbie. Das Gemeindegebiet wird im Süden von der Départementsstraße D1 begrenzt.

## Geschichte
In Bussy haben sich Reste einer gallo-römischen Villa gefunden. In dem Ort bestand eine Grundherrschaft; das Schloss wurde im 19. Jahrhundert errichtet.

## Einwohner
| 1962 | 1968 | 1975 | 1982 | 1990 | 1999 | 2006 | 2010 |
| ---- | ---- | ---- | ---- | ---- | ---- | ---- | ---- |
| 189  | 189  | 218  | 278  | 334  | 325  | 330  | 337  |

## Verwaltung
Bürgermeister (maire) ist seit 2001 Jean-Francis Devaux.

## Sehenswürdigkeiten
- Die zwischen 1837 und 1839 errichtete Kirche Saint-Léger, mit einer 1866 erhöhten Turmspitze.
- Das Schloss aus dem 19. Jahrhundert mit Garten.

## Persönlichkeiten
- Frédéric Petit, Politiker, Mitbegründer der Sektion Amiens der Internationale Ouvrière, 1836 hier geboren.